# Kejsi Tola
Kejsi Tola (n. 5 februarie 1992 în Tirana) este o cântăreață albaneză și câștigătoarea Idolului Albanez 2007. În 2008 a câștigat selecția națională pentru Eurovision urmând să-și reprezinte țara la Moscova, în Rusia.. A participat la Concursul Muzical Eurovision 2009 cu piesa Carry Me in Your Dreams (Ia-mă în Visele Tale) cu care a obținut 49 de puncte, clasându-se pe locul 17. Piesa a fost compusă de Edmond Zhulali, același compozitor al cântecului The Image of You, piesa de debut a Albaniei din anul 2004, interpretată de Anjeza Shahini.